# Jolán-csúcs
A Jolán-csúcs (szlovákul: Ovčiarska veža, lengyelül:  Juhaska Turnia, németül: Jolánspitze) a Magas-Tátra egyik legmagasabb  hegye Szlovákiában.
1. ↑  http://mhk.szofi.net/egyeb/k85/20.htm